# Acid House Kings
Die Acid House Kings sind eine schwedische Twee-Indie-Pop-Band.

## Geschichte
Die Band wurde 1991 von Joakim Ödlund und den Brüdern Niklas und Johan Angergård unter dem Namen My Finest Hour gegründet. Im Sommer 1991 wurden die Bandmitglieder bei einem Aufenthalt in Hamburg auf das deutsche Label Marsh-Marigold Records aufmerksam und konnten dort nach erfolgreichen Verhandlungen 1992 ihre erste EP Play Pop! veröffentlichen. Dann entwickelte die Gruppe den Plan, in den nächsten 10 Jahren drei Alben im Abstand von jeweils 5 Jahren herauszubringen. Schon 1992 erschien der erste Longplayer Pop, Look & Listen. 1994 veröffentlichte die Band die EP Monaco G.P. und ging auf Europatour. 1997 kam mit Advantage Acid House Kings das zweite Album heraus, auf dem erstmals Julia Lannerheim als Sängerin zu hören ist. Etwa zu dieser Zeit gründeten Joakim Ödlund, Niklas und Johan Angergård das Plattenlabel Summersound Recordings, das 2001 mit den Labrador Records von Bengt Rahm fusionierte. In den Summersound Studios nahmen sie 2002 wie geplant Mondays Are Like Tuesdays and Tuesdays Are Like Wednesdays als drittes Studioalbum auf. Allerdings nahm Joakim Ödlund nicht mehr an den Sessions teil, da ihm der Weg zum Studio zu weit war. Dafür wurde Julia Lannerheim als vollwertiges Mitglied in die Band aufgenommen. Durch die Fusion der Labels wurde die Band ab 2002 von Labrador Records produziert und vertrieben, wo auch ihr Album Advantage Acid House Kings neu aufgelegt wurde. Nun fassten die drei verbliebenen Bandmitglieder einen neuen 10-Jahres-Plan. Den Auftakt bildete das 2005 veröffentlichte Album Sing Along with Acid House Kings. Im Sommer 2007 begab sich die Band wieder ins Studio, um ein neues Album einzuspielen. Nach diversen Unterbrechungen des Aufnahmeprozesses erschien 2011 das Album Music Sounds Better with You. Dazu wurden die drei Singles Are We Lovers or Are We Friends, Would You Say Stop? und Under Water veröffentlicht.

## Diskografie

### Alben
- 1992: Pop, Look & Listen! (Marsh-Marigold)
- 1997: Advantage Acid House Kings (Shelflife)
- 2000: The Sound of Summer (Universal)
- 2002: Mondays Are Like Tuesdays and Tuesdays Are Like Wednesdays (Labrador)
- 2005: Sing Along with the Acid House Kings (Labrador)
- 2011: Music Sounds Better with You (Labrador)

### EPs
- 1992: Play Pop! (Marsh-Marigold)
- 1994: Monaco G.P. (Marsh-Marigold)
- 2002: Say Yes If You Love Me (Labrador)
- 2005: Do What You Wanna Do (Labrador)
- 2005: Everyone Sings Along with Acid House Kids (Labrador)
- 2011: Music Sounds Better Remixed (Labrador)

### Singles
- 1997: Yes! You Love Me (Shelflife)
- 2001: We Are the Acid House Kings (Summersound)
- 2005: 7 Days (Labrador)
- 2011: Are We Lovers or Are We Friends (Labrador)
- 2011: Would You Say Stop? (Labrador)
- 2011: Under Water (Labrador)
- 2012: Heaven Knows I Miss Him Now (Labrador)
- 2012: This Heart Is a Stone (Labrador)

## Trivia
- Geschäftsführer bei Labrador ist heute Johan Angergård, der nebenbei auch bei The Legends und Club 8 spielt.
- Niklas Angergård ist auch Mitglied bei Red Sleeping Beauty, Joakim Ödlund bei Double Dan und Starlet.
- Johan Angergård und Joakim Ödlund spielten Anfang der 90er schon gemeinsam bei Poprace.